# Estela Morales Campos
Estela Mercedes Morales Campos (Campeche, 7 de septiembre de 1943) es una bibliotecóloga, investigadora y profesora mexicana, especializada en los estudios de la información, infodiversidad e historia de la bibliotecología.

## Trayectoria
Estudió la maestría en Bibliotecología en la UNAM y el doctorado en Estudios Latinoamericanos. Integra el Sistema Nacional de Investigadores y de la Academia Mexicana de las Ciencias. Ha sido directora del Centro Universitario de Investigaciones Bibliotecológicas (CUIB), del Centro de Investigaciones sobre América Latina y el Caribe (CIALC) y de la Coordinación de Humanidades. Forma parte de la Federación Internacional de Asociaciones de Bibliotecarios y Bibliotecas (IFLA) y de la Asociación de Bibliotecas de Estados Unidos (ALA). Forma parte del consejo de la Unesco.

## Reconocimientos
Ha sido galardonada con varios reconocimientos:
- Medalla "Gabino Barreda"
- Reconocimiento "Juana de Asbaje"
- Reconocimiento en la Feria Internacional del Libro de Guadalajara
- Reconocimiento del Colegio Nacional de Bibliotecarios
- Medalla al Mérito Académico[3]